# Stein (bergstopp)
Stein är en bergstopp i Schweiz.   Den ligger i regionen Surselva och kantonen Graubünden, i den östra delen av landet, 130 km öster om huvudstaden Bern. Toppen på Stein är 2 170 meter över havet, eller 112 meter över den omgivande terrängen. Bredden vid basen är 1,0 km.
Terrängen runt Stein är bergig åt nordost, men åt sydväst är den kuperad. Närmaste större samhälle är Flims, 17,2 km nordost om Stein. 
I omgivningarna runt Stein växer i huvudsak blandskog. Runt Stein är det glesbefolkat, med 8 invånare per kvadratkilometer.